# JR西日本本社ビル
JR西日本本社ビル（ジェイアールにしにほんほんしゃビル）は大阪府大阪市北区芝田（梅田地区）に所在する西日本旅客鉄道（JR西日本）の本社屋である。JRの最寄駅は大阪駅。西日本旅客鉄道は1987年から1992年までは旧大阪鉄道管理局庁舎（現在のヨドバシ梅田）を本社屋としていた。日本貨物鉄道（JR貨物）関西支社も同じビルに入っている。

## 沿革
大阪市北区芝田二丁目4番24号に所在する本建物は、1987年4月1日に設立されて以来、旧大阪鉄道管理局（大鉄局）庁舎（現在のヨドバシ梅田）を本社屋としていた西日本旅客鉄道（JR西日本）の新本社屋として計画され、1989年11月6日に起工式、1991年6月12日に上棟式、1992年3月16日に竣工式がそれぞれ執り行われ、旧大鉄局庁舎からの引越しは1992年3月27日から行われた後、同月30日に移転が完了し使用開始された。
1992年9月7日から同年12月末まで、旧大鉄局庁舎の調度品などを展示する催しが開かれたことがあった。

## 建築概要
規模は地上13階、地下2階建てで、屋上には旧大鉄局庁舎の屋上から移転された鉄道神社がある。1階ロビーの中央には長谷川等哲作の「千鳥」が飾られている。また、りそな銀行が有人店舗（大阪営業部JR西日本出張所）を構えている。

## 旧大阪鉄道管理局庁舎

### 沿革
鉄道省の鉄道局のひとつとして神戸に庁舎をおいた神戸鉄道局が大阪に庁舎を新築し移転することになったので、その拠点となる大阪鉄道局庁舎として大阪駅構内の地において1926年（大正15年）12月5日に起工され、1928年（昭和3年）3月31日に竣工し、同年4月25日落成式が行われた。同年5月1日神戸鉄道局は大阪鉄道局に改称され、神戸鉄道局庁舎からの引越しは同日から同月7日にかけて行われた。
戦後も引き続き日本国有鉄道の大阪鉄道管理局庁舎として使用され、国鉄分割民営化なった1987年（昭和62年）4月1日からは西日本旅客鉄道の本社屋として使用されるに至り、同日には民営化を祝う開業式が大阪駅側の正面玄関前で行われた。国鉄分割民営化後、国鉄の土地建物の処分を行う国鉄清算事業団は本建物を解体撤去し更地にする意向であったため、平成元年（1989年）度に西日本旅客鉄道は新本社屋の建設を決定するに至り、新本社屋「JR西日本本社ビル」完成後の1992年（平成4年）3月30日に移転作業が完了した。
その後、建築家などによる市民団体「明治建築研究会」は保存を求めていたものの、1992年（平成4年）夏以降取り壊され、正面玄関の装飾及び水銀灯、柱などの一部は交通科学博物館に送られ保存された。清水建設による解体工事中、倉庫から約1億通りの組み合わせを持つダイヤル錠で施錠された金庫や米国・ニューヨークのハリントン社で1900年代に製造されたピアノなどが発見され、また壁の解体中には建設中に埋め込まれた新聞が発見された。このうち、金庫は専門家によって開錠されるも、中は空だったとされ、ピアノについては、奈良ホテルでアルバート・アインシュタインが演奏したもので、第二次世界大戦で日本が敗戦した後同ホテルが占領軍に接収される直前に本建物へ運ばれたとされる。
跡地は、暫定的利用として2年間の期限付きで国鉄清算事業団から東洋不動産に1日99万円の地代で賃貸され、同社運営のゴルフ練習場「OSAKA梅田ゴルフドーム」が1994年（平成6年）6月9日に開業し1996年（平成8年）6月15日に取り壊された後、1997年（平成9年）3月3日に行われた「建物提案方式」（レールシティ西開発を建築主とさせ、建設費は落札者負担、建物完成をもって土地建物が落札者に譲渡されるもの）による入札では三越・富士火災海上保険の組、パルコ・西武百貨店・積水ハウスの組、ヨドバシカメラの3者が競り合った結果、ヨドバシカメラが1,010億円で落札し、現在この地にはヨドバシ梅田の店舗が建っている。

### 建築概要
鉄骨鉄筋コンクリート構造の地上5階、地下1階建てで他に塔屋があり、建築面積約4,800m2にして竣工当初の延床面積は24,402m2であって、屋上に1階層分の増築をするだけの基礎工事がなされていた。平面計画は中廊下形式で広い中庭のある6角形。外観は茶色のスクラッチタイル張りで、腰には龍山石及び龍山石擬石が用いられた。設計は鉄道省工務局建築課、監督は神戸鉄道局工務課。設計主任担当は伊藤滋、構造設計担当は永田重朗。
後年には、屋上に幾多の増築がみられた。

### 鉄道神社
1939年（昭和14年）より屋上に設けられていた鉄道神社は、JR西日本本社ビル屋上に移され、1992年（平成4年）3月25日にJR西日本本社ビルの屋上にて引越し式が執り行われた。

## 年表
- 1920年（大正9年） - 鉄道省開設により神戸鉄道局設置
- 1926年（大正15年）12月5日 - 大阪駅構内に大阪鉄道局庁舎着工
- 1928年（昭和3年）
  - 3月31日 - 大阪鉄道局庁舎竣工
  - 4月25日 - 大阪鉄道局庁舎落成式
  - 5月1日 - 神戸鉄道局は大阪鉄道局に改称
- 1950年（昭和25年）8月1日 - 大阪鉄道管理局発足
- 1987年（昭和62年）4月1日 - 国鉄分割民営化、西日本旅客鉄道株式会社設立、大阪鉄道管理局庁舎は西日本旅客鉄道の本社屋となる
- 1989年（平成元年）11月6日 - JR西日本本社ビル建設工事着工[1]
- 1991年（平成3年）6月12日 - JR西日本本社ビル上棟式[4]
- 1992年（平成4年）
  - 3月16日 - JR西日本本社ビル竣工式および定礎除幕式[2]
  - 3月30日 - 西日本旅客鉄道はJR西日本本社ビルに移転、JR西日本本社ビル運用開始[3]